# Joseph Kagan, Baron Kagan
Joseph Kagan, Baron Kagan (* 6. Juni 1915 in Kaunas; † 18. Januar 1995 in London) war ein aus Litauen stammender britischer Unternehmer, 1976 als Life Peer Mitglied des House of Lords wurde. Die ihm 1970 verliehene Ritterwürde wurde ihm 1981 aufgrund einer Haftstrafe wegen Diebstahls, Steuerhinterziehung und Urkundenfälschung wieder aberkannt.

## Leben

### Herkunft, Zweiter Weltkrieg und Auswanderung nach England
Kagan, dessen Eltern in Kaunas ein Textilunternehmen betrieben und Lieferanten der Kaiserlich Russischen Armee für Tarnkleidung waren, besuchte die Oberschule im jüdischen Ghetto von Kaunas und begann durch Vermittlung seiner Mutter 1933 einen Studienkurs im Fach Textilwirtschaft an der University of Leeds. Im Anschluss kehrte er nach Litauen zurück, absolvierte aber immer wieder Geschäftsbesuche bei Textilfirmen im West Riding of Yorkshire. Nach der Besetzung Litauens durch die Sowjetunion 1940 wurde er durch Truppen der Roten Armee gefangen genommen, während seinem Vater die Flucht nach England gelang.
Im Anschluss betrieb Kagan mit sowjetischer Genehmigung die familiäre Baumwollmühle, was aufgrund der sowjetischen Invasion im Baltikum für eine aus dem jüdischen Ghetto stammende Person äußerst ungewöhnlich war. Später wurde diese wirtschaftliche Bevorzugung mit einer frühzeitigen Verbindung Kagans mit dem KGB sowie sogar einer eventuellen Agententätigkeit in Verbindung gebracht wie zum Beispiel durch die Politiker John Silkin und Samuel Silkin, Baron Silkin of Dulwich, die ebenfalls jüdisch-litauischer Abstammung waren.
Nach der im Zuge der Unternehmen Barbarossa im Sommer 1941 erfolgten Besetzung Litauens durch die deutsche Wehrmacht wurde Kagan abermals gefangen genommen und befand sich danach in mehreren Arbeitslagern sowie zuletzt als Arbeiter in einer Gießerei in Kaunas. 1943 heiratete er seine Freundin Margaret Stromas, die er zusammen mit deren Eltern neun Monate lang hinter einer Trennwand in der Gießerei mit Hilfe des römisch-katholischen Vorarbeiters Vytautas Rinkevičius, der mit der 1976 mit dem israelischen Ehrentitel Gerechter unter den Völkern ausgezeichnet wurde und 1988 verstarb, versteckt hatte.
Nach der Rückeroberung Litauens durch die Rote Armee im Herbst 1944 erhielt Kagan die Erlaubnis der sowjetischen Besetzungsbehörden, mit seiner Familie nach Rumänien umzusiedeln. Nach seiner Ankunft in Bukarest erhielt er die Einreiseerlaubnis in das Britische Mandatsgebiet Palästina, siedelte aber nach der dortigen Ankunft mit seiner Familie nach West Yorkshire.

### Unternehmer und Unterstützer von Harold Wilson

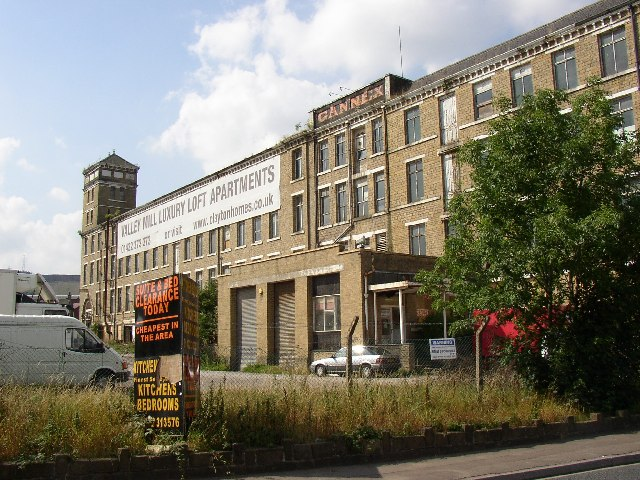
Die Unternehmenszentrale von Gannex in Dewsbury

Nach seiner Ankunft in Großbritannien begann Kagan mit von Freunden geliehenen Geldern mit der Produktion des wasserdichten Stoffes Gannex in einer Garage. Zu seinem Glück trug der damalige Handelsminister (President of the Board of Trade), der Labour-Party-Politiker Harold Wilson, Gannex-Regenmäntel, und machte somit kostenlose Werbung für den Unternehmer. Zwischen ihm und Wilson bildete sich eine Freundschaft und Kagan, der 1951 in Huddersfield die Kagan Textiles Limited gründete. Kurz darauf erhielt das Unternehmen einen Auftrag des Verteidigungsministeriums zur Lieferung eines leichtgewichtigen Mantels aus einem Baumwoll-Nylon-Gemisch sowie einen Großauftrag der Polizei von Bradford zur Ausstattung der dortigen Polizei. Mit dem wachsenden Modebewusstsein der 1960er Jahre verlor das Unternehmen allerdings an Einfluss.
Später unterstützte er den erfolgreichen Wahlkampf Wilsons bei den Unterhauswahlen am 15. Oktober 1964, aus denen er als Premierminister hervorging. Am 24. November 1970 wurde Kagan zum Knight Bachelor geschlagen und führte fortan den Namenszusatz „Sir“. 1970 erwarb er Eusemere House, einem im 18. Jahrhundert in Pooley Bridge am See Ullswater gelegenes Landhaus, in dem ursprünglich Thomas Clarkson, ein Gegner der Sklaverei in England und einer der Gründer der Abolitionistenbewegung, lebte und in dem der Dichter William Wordsworth oft zu Gast war.
Im November 1971 gründete er den Kagan Trust, nachdem die Spendenhöchstsumme auf 10.000 Pfund Sterling begrenzt wurde. Durch den Kagan Trust wurde die Arbeit von Wilson als Führer der Opposition nachhaltig finanziert, nachdem die Labour Party die Unterhauswahlen am 18. Juni 1970 verloren hatte. Eine offizielle Förderung der Arbeit des Oppositionsführers mit Haushaltsgeldern (dem sogenannten Short Money) erfolgte erst nach dem Wahlsieg der Labour Party bei den Unterhauswahlen am 28. Februar 1974 aufgrund einer Initiative von Edward Short, dem damaligen Lord President of the Council und Führer der Fraktion der Regierung im Unterhaus (Leader of the House of Commons).

### Oberhausmitglied, Haftstrafe und Verlust der Ritterwürde
Durch ein Letters Patent vom 30. Juni 1976 wurde Kagan auf Wilsons Rücktrittsehrungsliste (Resignation Honours List) als Life Peer gemäß dem Life Peerages Act 1958 der Adelstitel Baron Kagan, of Elland in the County of West Yorkshire, verliehen. Er wurde damit bis zu seinem Tod Mitglied des House of Lords. Seine offizielle Einführung in das Oberhaus erfolgte am 6. Juli 1976 mit Unterstützung durch Douglas Houghton, Baron Houghton of Sowerby und John Gregson, Baron Gregson.
Als gegen Kagan und seine Ehefrau im Dezember 1979 Haftbefehle wegen des Verdachts der Steuerhinterziehung und Urkundenfälschung ausgestellt wurden, war auch seine Beziehung zu Harold Wilson Bestandteil zahlreicher Kommentare in der Presse. Kagan, der sich zu der Zeit in Israel aufhielt, verweigerte eine Rückkehr, wurde aber einige Monate später bei einem Aufenthalt in Paris am 8. April 1980 festgenommen und am 31. Juli 1980 nach Großbritannien ausgeliefert.
Vier der Anklagepunkte beriefen sich auf Sektion 1 des Diebstahlsgesetzes (Theft Act) von 1968 und führten aus, dass er zusammen mit seinem ältesten Sohn im August 1977 23 Trommeln mit Indigo-Farbstoff-Pulver gestohlen hatte, die Eigentum der Kagan Textile Ltd waren, die zu diesem Zeitpunkt bereits durch ein Unternehmen übernommen war. Drei weitere Anklagepunkte bezogen sich auf den Diebstahl von insgesamt 216 weitere Trommeln. Es war ferner angeklagt, dass er unehrlich und mit eigener Gewinnerzielungsabsicht ein Dokument gefälscht hatte, das für Abrechnungszwecke benötigt wurde.
Der wahre Grund für das strafrechtliche Verfahren waren vermutlich nicht unbedingt Kagans finanzielle Transaktionen, sondern vielmehr seine fortgesetzten Verbindungen mit Osteuropa, die das Interesse des Secret Intelligence Service (SIS) hervorriefen. Dieses Interesse begründete sich darauf, dass Kagan mit Richardas Vaygauskas befreundet war, einem Litauer, der zwischen 1969 und 1971 an der Botschaft der Sowjetunion in Großbritannien tätig und als Offizier des KGB bekannt war.
Kagan wurde am 12. Dezember 1980 zu einer Geldstrafe von 375.000 Pfund Sterling sowie einer zehnmonatigen Haftstrafe verurteilt, die er bis zu seiner vorzeitigen Entlassung im Juni 1981 im offenen Vollzug im Rudgate Open Prison in North Yorkshire verbüßte. Sein Unternehmen hatte zu diesem Zeitpunkt Steuerschulden und offene Rechnungen von 1,1 Millionen Pfund Sterling. Zugleich wurde ihm seine Ritterwürde eines Knight Bachelor am 24. April 1981 entzogen, er behielt allerdings die Life Peerage.